# Еберхард (Цвайбрюкен)
Еберхард фон Цвайбрюкен (на немски: Eberhard von Zweibrücken; * сл. 1325, † 10 декември 1394) от династията на Валрамидите е последният граф на Графство Цвайбрюкен.

## Биография
Той е единственият син на граф Валрам II (1298 – 1366) и съпругата му Рената Йохана графиня фон Бар-Пирефорт.
Еберхард се жени за Лизе (Елизабет) фон Геролдсек, графиня на Велденц, дъщеря на граф Хайнрих II фон Велденц (* ок. 1252) и на Агнес фон Спонхайм. Тя е внучка на граф Георг I († 1347) и на Агнес фон Лайнинген. Бракът е бездетен.
През 1366 г. той последва бща си като граф на финасово задълженото графство Цвайбрюкен. Постепенно той залага части от графството на курфюрст Рупрехт I фон Пфалц. През 1378 и 1388 г. той продава постепенно господството и замък Щауф на граф Хайнрих II фон Спонхайм-Боланден.
През 1375 г. той освобождава манастир Розентал в Пфалц и неговите собствености от всякакви данъци.
Еберхард умира бездетен през 1394 г. и графството попада към Курпфалц. Алодите отиват към фамилията Цвайбрюкен-Бич. Последван е като граф на Цвайбрюкен от Рупрехт II фон Пфалц.